# Egon Matt (Politiker)
Egon Matt (* 23. April 1952 in Mauren) ist ein liechtensteinischer Politiker der Freien Liste.

## Biografie
Nach dem Besuch des Gymnasiums in Vaduz studierte Matt Medizin an der Universität Basel. Ab 1978 war in verschiedenen Spitälern als Assistenzarzt tätig, unter anderem 1983/84 in Sierra Leone. Seit 1988 führt er eine Allgemeinpraxis in Mauren. In der Legislaturperiode 1997 bis 2001 war Matt Abgeordneter im liechtensteinischen Landtag. Ab 2005 amtierte er zusammen mit Claudia Heeb-Fleck als Präsident der Freien Liste, die damit erstmals in der Geschichte der Partei als Doppelspitze besetzt war. Im Juni 2009 wurden Matt und Heeb-Fleck von Wolfgang Marxer abgelöst.
Am 10. Mai 1985 ging Matt die Ehe mit Ursula Gantenbein (* 26. November 1956) ein. Aus der Ehe gingen vier Kinder hervor.